# Monique Hennagan
Monique Hennagan (Columbia (South Carolina), 26 mei 1976) is een Amerikaanse atlete. Zij won tweemaal goud op Olympische Spelen, te weten in 2000 en 2004, als lid van het Amerikaanse estafetteteam op de 4 x 400 m. Beide keren raakte zij, door toedoen van teamgenotes die nadien toegaven doping te hebben gebruikt, die medailles aanvankelijk echter ook weer kwijt. In 2010 kreeg ze de medaille, behaald in 2000, weer terug. Vervolgens werd  in 2013, na een gezamenlijk besluit van IOC en IAAF, haar ook de gouden medaille uit 2004 weer teruggegeven. In z'n algemeenheid maakte ze vooral naam op de 400 m als lid van estafetteteams.

## Biografie

### Eerste internationale toernooien
Hennagan deed haar eerste internationale ervaring op tijdens de wereldkampioenschappen voor junioren in 1992 in Seoel. Op de 400 m individueel strandde ze in de halve finale, terwijl zij op de 4 x 400 m estafette met een vierde plaats net buiten de medailles viel. Twee jaar later won zij in Lissabon op de 400 m achter de Nigeriaanse Olabisi Afolabi met een tijd van 52,25 s een zilveren medaille en behaalde ze goud met het estafetteteam in 3.32,08.

### Olympisch goud: rijk, kwijt en weer terug
Bij de wereldindoorkampioenschappen van 1999 in het Japanse Maebashi veroverde Monique Hennagan met de 4 x 400 m estafetteploeg een bronzen medaille in 3.27,59. Op de Olympische Spelen van 2000 in Sydney werd Monique Hennagan op de 400 m in de kwartfinale uitgeschakeld, maar won zij in 3.22,62 goud met de 4 x 400 meterploeg, die verder bestond uit Jearl Miles-Clark, Marion Jones en LaTasha Colander, vóór de ploegen van Jamaica (3.23,25) en Rusland (3.23,46). Op 10 april 2008 besloot het IOC, dat alle leden van de Amerikaanse estafetteploeg hun olympische medailles in moesten leveren, nadat Marion Jones had bekend doping te hebben gebruikt. In 2010 werd dit besluit ongedaan gemaakt door een uitspraak van het Hof van Arbitrage voor Sport en kregen de ploeggenoten van Marion Jones hun medailles terug.
In 2001 was er op de WK indoor in Lissabon op de 400 m een vijfde plaats voor haar weggelegd achter de Jamaicaanse kampioene Sandie Richards. Met de Amerikaanse 4 x 400 m estafetteploeg werd ze vierde. Later werd deze prestatie door de dopingaffaire rond ploeggenote Kelli White uit de boeken geschrapt. Twee jaar later werd Hennagan bij de WK indoor in Birmingham op de 400 m met 52,08 opnieuw vijfde. Op de 4 x 400 m herhaalde zij haar prestatie van vier jaar eerder en veroverde brons.

### Wederom olympisch goud gewonnen, verloren en weer teruggekregen
In 2004 werd Monique Hennagan voor de eerste keer Amerikaans kampioene op de 400 m. Met deze prestatie kwalificeerde zij zich voor de Olympische Spelen van 2004 in Athene. Daar werd ze op de 400 m in 49,97 vierde. Het estafetteteam in de bezetting DeeDee Trotter, Monique Henderson, Sanya Richards en Hennagan won op de 4 x 400 m in 3.19,01 vervolgens de gouden medaille, voor de Russinnen (3.20,16). In 2005 prolongeerde zij haar nationale titel op de 400 m. Bij de wereldkampioenschappen van 2005 in Helsinki viel het Amerikaanse team door een foutieve wissel in de series uit.
In 2010 gaf Crystal Cox, lid van het Amerikaanse estafetteteam tijdens de kwalificatie, toe doping te hebben gebruikt. Als gevolg daarvan werd met terugwerkende kracht het Amerikaanse team gediskwalificeerd en schoven de medailles door. Op 31 mei 2013 werd echter op deze diskwalificatie teruggekomen. Op die dag besloten het IOC en de IAAF namelijk gezamenlijk, dat het Amerikaanse estafetteteam de in Athene veroverde gouden medaille toch mocht houden. Ploeggenote Crystal Cox, die haar medaille na haar bekentenis had moeten inleveren, kreeg hem echter niet terug.

## Titels
- Olympisch kampioene 4 x 400 m - 2000, 2004
- Amerikaans kampioene 400 m - 2004
- Amerikaans indoorkampioene 400 m - 2002, 2003
- NCAA-kampioene 800 m - 1996
- NCAA-indoorkampioene 400 m - 1996
- Wereldkampioene junioren 4 x 400 m - 1994

## Persoonlijke records
Outdoor
| Onderdeel | Prestatie | Datum            | Plaats        |
| --------- | --------- | ---------------- | ------------- |
| 100 m     | 11,26 s   | 14 mei 2005      | Santo Domingo |
| 200 m     | 22,87 s   | 22 mei 2005      | Carson        |
| 300 m     | 36,52 s   | 19 augustus 2001 | Gateshead     |
| 400 m     | 49,56 s   | 17 juli 2004     | Sacramento    |
| 800 m     | 2.02,5 s  | 1996             |               |

Indoor
| Onderdeel | Prestatie | Datum            | Plaats     |
| --------- | --------- | ---------------- | ---------- |
| 60 m      | 7,51 s    | 17 januari 2003  | Blacksburg |
| 200 m     | 23,94 s   | 15 februari 2003 | Blacksburg |
| 400 m     | 51,89 s   | 15 maart 2003    | Birmingham |

## Palmares

### 400 m
Kampioenschappen
- 1993:  Pan-Amerikaanse juniorenkamp. - 53,06 s
- 1994:  WJK - 52,25 s
- 2001: 5e WK indoor - 52,83 s
- 2002: 4e Grand Prix Finale - 51,56 s
- 2003: 5e WK indoor - 52,08 s
- 2004: 4e OS - 49,97 s
- 2004:  Wereldatletiekfinale - 50,20 s
- 2005: 6e Wereldatletiekfinale - 51,31 s

Golden League-podiumplekken
- 2000:  Bislett Games – 51,70 s
- 2001:  Herculis – 51,32 s
- 2004:  Memorial Van Damme – 50,06 s
- 2004:  ISTAF – 49,67 s
- 2005:  Golden Gala – 50,63 s

### 4 x 400 m
- 1992: 4e WK junioren - 3.33,11
- 1998: 4e Wereldbeker - 3.25,34
- 1999:  WK indoor - 3.27,59
- 2000:  OS - 3.22,62
- 2001: DSQ WK indoor
- 2001: 4e WK - 3.26,88
- 2002:  Wereldbeker - 3.24,67
- 2003:  WK indoor - 3.31,69
- 2004:  OS - 3.19,01

1972: Käsling, Kühne, Seidler, Zehrt ·
1976: Maletzki, Rohde, Streidt, Brehmer ·
1980: Prorotsjenko, Gojsjtsjik, Zjoeskova, Nazarova ·
1984: Leatherwood, Howard, Brisco-Hooks, Cheeseborough ·
1988: Ledovskaja, Nazarova, Pinigina, Bryzgina ·
1992: Roezina, Dzjigalova, Nazarova, Bryzgina ·
1996: Stevens, Malone, Graham, Miles ·
2000: Miles Clark, Hennagan, Colander, Anderson ·
2004: Trotter, Henderson, Richards, Hennagan ·
2008: Wineberg, Felix, Henderson, Richards ·
2012: Trotter, Felix, McCorory, Richards-Ross ·
2016: Okolo, Hastings, Francis, Felix ·
2020: McLaughlin, Felix, Muhammad, Mu ·
2024: Little, McLaughlin-Levrone, Thomas, Holmes